# Азера
Азера (фр. Azérat) насеље је и општина у централној Француској у региону Оверња, у департману Горња Лоара која припада префектури Бријуд.
По подацима из 2011. године у општини је живело 265 становника, а густина насељености је износила 14,63 становника/km². Општина се простире на површини од 18,11 km². Налази се на средњој надморској висини од 470 метара (максималној 661 m, а минималној 404 m).

## Демографија
| 1962. | 1968. | 1975. | 1982. | 1990. | 1999. | 2011. |
| ----- | ----- | ----- | ----- | ----- | ----- | ----- |
| 236   | 252   | 234   | 240   | 285   | 274   | 265   |

График промене броја становника у току последњих година